# Lupe Fuentes
Lupe Fuentes (ur. 27 stycznia 1987 w Cali) – kolumbijska producentka muzyki house, piosenkarka, DJ i tancerka, była aktorka pornograficzna.

## Wczesne lata
Urodziła się w Cali w Kolumbii jako Zuleydy Vergara. Wychowywała się w Madrycie w Hiszpanii razem z matką–Kolumbijką i ojcem–Hiszpanem. Jako dziecko brała udział w zawodach pływackich, uczęszczała na lekcje baletu i taniec klasyczny z całego świata. Jako dziecko dorastała w mniej niż skromnym otoczeniu, często korzystając z używanej odzieży i pomocy z lokalnych kościołów.

## Kariera w branży porno
W okresie szkoły średniej rozpoczęła pracę jako modelka i początkowo występowała pod pseudonimem artystycznym Zuleidy. Później przeprowadziła się do Los Angeles. Po przyjeździe do Stanów Zjednoczonych zmieniła go na Lupe. W kwietniu 2007 uruchomiła własną stronę internetową Lupe Fuentes Productions.
10 czerwca 2009 podpisała kontrakt z firmą Teravision, a jej pierwszym filmem był Lupe Fuentes’ Interactive Girlfriend Sexperience z Chrisem Charmingiem, Johnem Espizedo i Jayem Lassiterem. W czerwcu 2010 podpisała jednoroczną umowę z Wicked Pictures. Oprócz udziału w filmach, występowała też na licznych stronach internetowych dla dorosłych, używając pseudonimu Little Lupe. Jej zdjęcia trafiły do takich czasopism jak „Siete”, „Primera Linea” i „FHM Spain”. Została także autorką kolumny strony Complex.com.
W listopadzie 2015 zajęła 29. miejsce w rankingu „Aktorki gwiazdy porno i modelki internetowe z Kolumbii” (Actrices porn stars y modelos webs de Colombia), ogłoszonym przez hiszpański portal 20minutos.es.

## Muzyczne przedsięwzięcia
6 listopada 2012 został opublikowany jej pierwszy teledysk „We Are The Party”, w którym reprezentowała grupę The Ex Girlfriends. Drugi wideoklip „Whatchya Looking At?” ukazał się 18 marca 2013. 13 maja 2014 nakładem Brobot Records został wydany singiel „So High”, a w lipcu 2014 – „Drop The Beat”. Współpracowała z raperem Darrylem McDanielem przy piosence „Get Down” (2014).

## Problemy z prawem
W 2009 w Portoryko agenci federalni aresztowali mężczyznę pod zarzutem posiadania pornografii dziecięcej, co dotyczyło też Fuentes. Podczas procesu pediatra zeznał, że Lupe była nieletnia na podstawie jej wyglądu. Prawnicy w obronie oskarżonej pokazali paszport, udowadniając, że Lupe Fuentes miała 19 lat w czasie filmowania.
17 marca 2011 w Barcelonie kolumbijska policja zatrzymała jej ex-męża Pablo Lapiedrę w związku z fałszerstwem i ze znalezieniem materiałów z pornografią dziecięcą. Według doniesień, Lupe Fuentes i Pablo Lapiedra przyjmowali młode kobiety w miastach Medellín i Bello w Kolumbii. Dyrektor szkoły Institución Educativa Javiera Londoño zgłosił władzom, że jedna z jego nieletnich uczennic została zatrudniona przez Fuentes i Lapiedrę, by pojawiać się w dziesiątkach produkcji. Kiedy hiszpańscy policjanci postawili zarzuty producentowi branży porno Pablo Lapiedra, twierdził, że był odpowiedzialny za dziewczęta w swoich produkcjach w latach 2007–2008. Interpol wydał międzynarodowy nakaz aresztowania Fuentes. Podczas procesu Fuentes przestała być aktywna w swoich sieciach społecznych. Zamieszkała w Los Angeles, w Kalifornii. Gdyby wróciła do Kolumbii, prawdopodobnie musiałby stanąć przed sądem.

## Życie prywatne

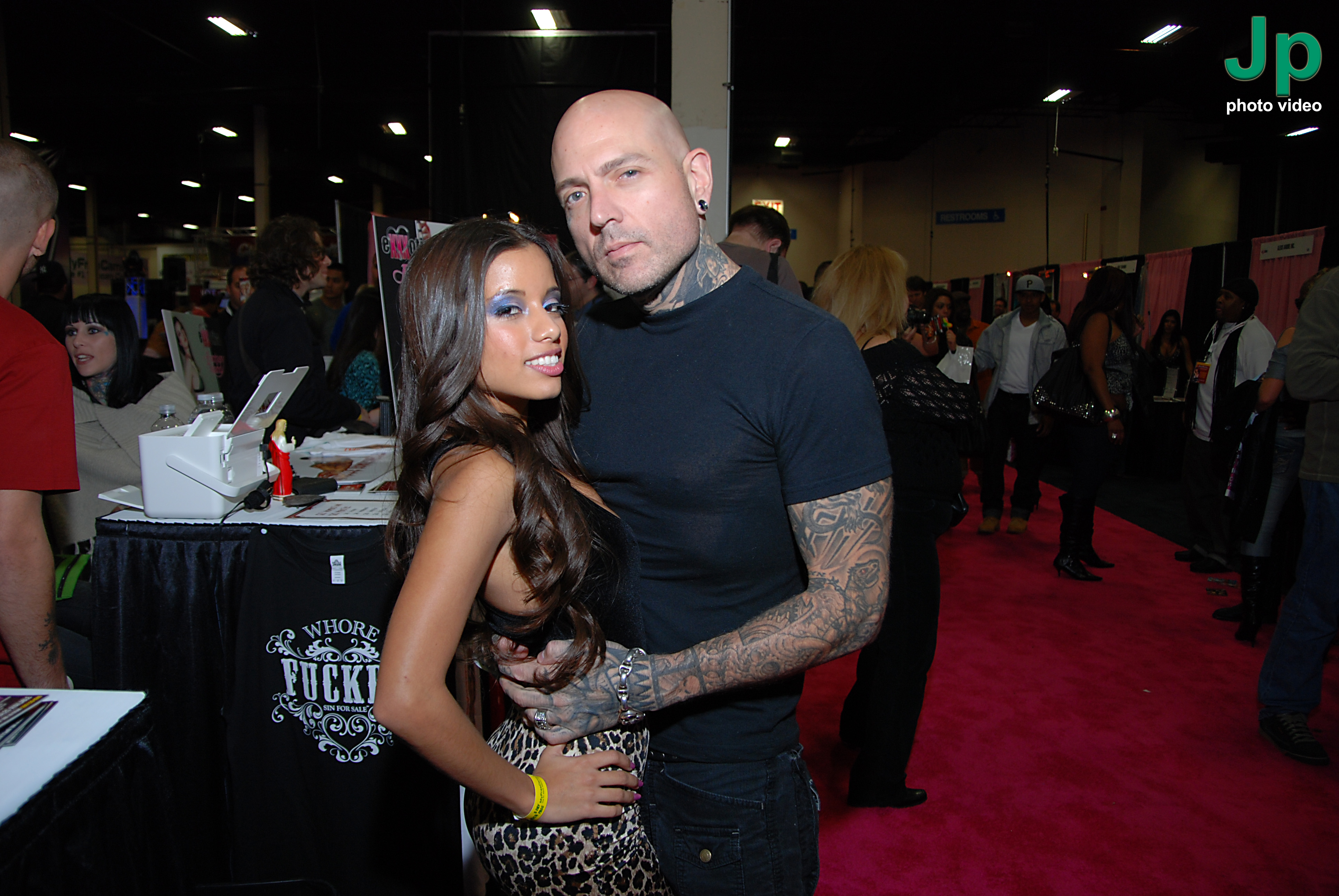
Lupe Fuentes i Evan Seinfeld (2010)

15 marca 2007 wyszła za mąż za Pablo Lapiedrę. W 2009 doszło do rozwodu.
W grudniu 2009 związała się z muzykiem Evanem Seinfeldem, z którym wzięła udział w produkcji Wicked Pictures Lolita (2010). W 2011 zawarli związek małżeński. W 2020 rozwiedli się.

## Nagrody i nominacje
| Rok  | Nagroda          | Kategoria                         | Film                                                                | Rezultat  |
| ---- | ---------------- | --------------------------------- | ------------------------------------------------------------------- | --------- |
| 2006 | Ninfa            | Najlepsza nowa aktorka hiszpańska | Posesión (2007), reż. Pablo Lapiedra, Ramiro Lapiedra               | Nominacja |
| 2009 | Hot d’Or         | Najlepsza aktorka europejska      | Private 43: 100% Zuleidy, Top Anal Teen (2008), reż. Pablo Lapiedra | Nominacja |
| 2010 | AVN Award        | Najlepsza nowa gwiazda WWW        | –                                                                   | Nominacja |
| 2010 | NightMoves Award | Najlepsza nowa gwiazda            | –                                                                   | Nominacja |
| 2010 | XRCO Award       | Kremowy sen (Cream Dream)         | –                                                                   | Nominacja |
| 2010 | F.A.M.E. Awards  | Ulubiona nowa gwiazda             | –                                                                   | Wygrana   |
| 2010 | XFANZ Award      | Latynoska gwiazda porno roku      | –                                                                   | Wygrana   |
| 2011 | XBIZ Award       | Wykonawczyni roku                 | –                                                                   | Nominacja |
| 2011 | XRCO Award       | Kremowy sen (Cream Dream)         | –                                                                   | Nominacja |
| 2011 | AVN Award        | Najlepsza gwiazda porno WWW       | –                                                                   | Nominacja |